# Bisnius subuliformis
Bisnius subuliformis är en skalbaggsart som först beskrevs av Johann Ludwig Christian Gravenhorst 1802.  Bisnius subuliformis ingår i släktet Bisnius, och familjen kortvingar. Arten är reproducerande i Sverige.